# Agrostis micrantha
Agrostis micrantha é uma espécie de gramínea do gênero Agrostis, pertencente à família Poaceae.